# Marguerite d'Orléans (1406-1466)
Pour les articles homonymes, voir Marguerite d'Orléans.
Marguerite d'Orléans, née le 4 décembre 1406 et morte le 24 avril 1466), est une aristocrate française, comtesse de Vertus et comtesse d'Étampes, fille de Louis Ier, duc d'Orléans, comte de Valois et de Blois, et de Valentine Visconti, et l'épouse de Richard d'Étampes.

## Biographie

### Origine et famille
Marguerite est la première fille du duc Louis Ier d'Orléans, et de son épouse Valentine Visconti. Ses frères sont Charles Ier, duc d'Orléans, comte de Valois et de Blois et père du futur Louis XII, Philippe d'Orléans, comte de Vertus, et Jean d'Orléans, comte d'Angoulême. Ses grands parents paternels sont le roi Charles V de France et Jeanne de Bourbon.

### Mariage et descendance
Au château de Blois, elle épouse en 1423 Richard d’Étampes (1395-1438), fils de Jean IV de Bretagne et de sa troisième épouse Jeanne de Navarre. De cette union naissent :
- Marie (1424-1477), religieuse puis 21e abbesse de Fontevraud,
- Isabeau (1426-1438),
- Catherine (1428 - après 1476), mariée en 1438 à Guillaume VII de Chalon († 1475), prince d'Orange,
- François II (1435-1488), duc de Bretagne,
- un fils (1436-1436),
- Marguerite (1437 - avant 1466), nonne,
- Madeleine († 1461) nonne.

### Comté de Vertus
Le 25 juin 1445, alors qu'elle est veuve depuis 1438 de Richard de Bretagne, ses frères Charles d'Orléans réglèrent entre eux selon l'avis de leur frère puîné Jean d'Angoulême et du bâtard d'Orléans, la part devant lui revenir dans la succession de leur père et de leur frère Philippe, comte de Vertus.
Cette part fut évaluée à 1800 livres tournois répartie de la façon suivante : Charles d'Orléans, lui céda en toute propriété le comté de Vertus avec tous les châteaux et châtellenies en dépendant, ainsi que les seigneuries de Gandelu, de Nogent-l'Artaud et Luzarches, ainsi que tous les droits y étant attachés, le revenu de  ces divers domaines étant évalué à 500 livres pour le reste, Charles d'Orléans s'engageait à les lui faire payer chaque année en argent comptant sur la recette d'Orléans. Dans le cas où les recettes des seigneuries à elle attribuées n'atteindraient pas les 500 livres prévues, le duc s'engageait également à parfaire le surplus, tant que cet état de choses durerait.
À Sarry-lès-Châlons, elle rendit hommage au roi Charles VII le 28 juillet 1446 pour le comté de Vertus et les châtellenies de Nogent-l'Artaud et Gandelu relevant du roi.
S'étant rendue dans ses domaines, elle s'aperçut que les revenus n'étaient pas ceux escomptés et réclama à son frère une compensation que ce dernier conclut avec elle à Blois le 28 août 1445, par lequel il lui cédait la jouissance des châteaux, ville, terre et seigneurie de la Ferté-Milon.
La plupart des documents ayant trait à l'administration de son comté de Vertus ayant été détruits lors des différentes guerres ayant ravagé le pays, elle sollicita la Chambre des Comptes pour faire transcrire les documents déposés lors de la constitution de ce comté en 1366. Les copies de la prisée furent faites au cours des années 1446-1447.